# پارک کیو-هیون
این یک نام کره‌ای است؛ نام خانوادگی پارک است.
پارک کیو-هیون (کره‌ای: 박규현؛ زادهٔ ۱۴ آوریل ۲۰۰۱) بازیکن فوتبال اهل کره جنوبی است.
از باشگاه‌هایی که در آن بازی کرده‌است می‌توان به اشاره کرد.
وی همچنین در تیم‌های ملی فوتبال زیر ۱۷ سال کره جنوبی، تیم ملی فوتبال زیر ۲۰ سال کره جنوبی، زیر ۲۳ سال کره جنوبی، و کره جنوبی بازی کرده‌است.